# Mangabka czarna
Mangabka czarna, mangaba czarna (Lophocebus aterrimus) – gatunek ssaka naczelnego z podrodziny koczkodanów (Cercopithecinae) w obrębie rodziny koczkodanowatych (Cercopithecidae). Zamieszkuje lasy Afryki Centralnej. 

## Zasięg występowania
Mangabka czarna występuje w Demokratycznej Republice Konga, w centralnej części dorzecza rzeki Kongo, na południe i na zachód od systemu rzecznego Kongo-Lualaba.

## Taksonomia
Gatunek po raz pierwszy zgodnie z zasadami nazewnictwa binominalnego opisał w 1890 roku holenderski entomolog Anthonie Cornelis Oudemans nadając mu nazwę Cercopithecus aterrimus. Miejsce typowe to Wodospady Stanleya, Demokratyczna Republika Konga. Holotyp to zamontowana skóra (w naturalnej pozycji) (sygnatura RMNH.MAM.39108.b) oraz szkielet i luźne kości (sygnatura RMNH.MAM.39108.a) na wpół dorosłej samicy ze zbiorów Rijksmuseum van Natuurlijke Historie w Lejdzie; materiał typowy zebrał 8 października 1890 roku M. Greshoff.
Gatunek monotypowy, jednak zachodzi potrzeba dokładniejszych badań aby potwierdzić status Lophocebus opdenboschi którego niektórzy autorzy traktują jako podgatunek L. aterrimus.

### Etymologia
- Lophocebus: gr. λοφος lophos „grzebień, czub”; κηβος kēbos „długoogoniasta małpa”[16].
- aterrimus: łac. aterrimus „bardzo czarny, najczarniejszy”, forma wyższa od ater „czarny”[17].

## Morfologia
Długość ciała (bez ogona) 40–62 cm, długość ogona 55–85 cm; masa ciała samic 4,5–6,7 kg, samców 8 kg. Sierść miękka, matowa, czarna, na głowie wysoki czub długich włosów, po bokach twarzy długie pęki sierści tworzące bokobrody, a czasami długie włosy na ramionach. Twarz naga, ciemna, ogon długi, porośnięty rzadką sierścią. Nie ma żadnych plam ani na czubku głowy, ani na grzbiecie. Posiada worki policzkowe.

## Zwyczaje
Mangaby mają zwyczaj wzajemnego dbania o czystość ciała. Najczęściej samice oczyszczają ciała samców. Prowadzą nadrzewny tryb życia, rzadko przebywają na ziemi, wszystkożerne. Mangaby czarne żywią się głównie orzechami, nasionami i dojrzałymi owocami, ale jadają również pędy i soczyste łodygi roślin oraz drobną zwierzynę. Żyje w stadach po kilkanaście osobników. Cechą mangaby czarnej jest sposób porozumiewania się członków stada przy pomocy mimiki.

## Ciąża i wychowanie młodych
Ciąża trwa około 170 dni, samica rodzi zazwyczaj jedno młode. Młode zostaje pod opieką matki przez około 1,5 roku. Młode czepiają się brzucha matki i są rozpieszczane przez pozostałych członków grupy. Nawet agresywne w stosunku do siebie samce, potrafią być czułe dla młodych. Samiec, będący ojcem młodych, nie uczestniczy w wychowywaniu potomstwa, ale toleruje jego obecność. Po osiągnięciu dojrzałości płciowej samce opuszczają grupę rodzinną i zakładają własną, podczas gdy samice pozostają w stadzie.

## Status zagrożenia
W Czerwonej księdze gatunków zagrożonych Międzynarodowej Unii Ochrony Przyrody i Jej Zasobów został zaliczony do kategorii VU (ang. vulnerable ‘narażony’).